# Lomtjärnen (Idre socken, Dalarna, 685932-134352)
Lomtjärnen är en sjö i Älvdalens kommun i Dalarna och ingår i Dalälvens huvudavrinningsområde. Sjön har en area på 0,242 kvadratkilometer och ligger 458,1 meter över havet.

## Delavrinningsområde
Lomtjärnen ingår i det delavrinningsområde (685826-134001) som SMHI kallar för Mynnar i Dalälvens vattendragsyta. Medelhöjden är 551 meter över havet och ytan är 35,74 kvadratkilometer. Räknas de 6 avrinningsområdena uppströms in blir den ackumulerade arean 76,21 kvadratkilometer. Vegan som avvattnar avrinningsområdet har biflödesordning 2, vilket innebär att vattnet flödar genom totalt 2 vattendrag innan det når havet efter 463 kilometer. Avrinningsområdet består mestadels av skog (85 procent). Avrinningsområdet har 0,87 kvadratkilometer vattenytor vilket ger det en sjöprocent på 2,4 procent.